# Greg Fisch
Greg Fisch (...) è un astronomo statunitense.
Il Minor Planet Center gli accredita la scoperta dell'asteroide 6525 Ocastron effettuata il 20 settembre 1992 in collaborazione con Jack B. Child.